# Giralda
Giralda (spansk: La Giralda) er oprindeligt en minaret, der blev ombygget til at være klokketårn for katedralen i Sevilla i det sydligste Spanien. Tårnet er 104½ meter højt og er det vigtigste symbol for Sevillas middelalderlige bydel.   
Tårnet blev påbegyndt opført efter et projekt af arkitekten Ahmad Ben Baso i 1184. Efter Ben Basos død fortsatte andre arkitekter på tårnet. Matematikeren og astronomen Jabir ibn Aflah tilskrives også ofte tårnets formgivning. Tårnet stod færdig den 10. marts 1198 med opsætningen af kobberkugler på tårnets top. Andre arkitekter har lånt af Giraldas formgivning, og har designet lignende tårne i samme tidsrum i hvad der nu er Spanien og Marokko. Tårnet på Koutoubia-moskéen i Marrakech fungerede som forbillede for Giralda og dets søstertårn i Rabat – Hassantårnet. 